# DN11B
De DN11B (Drum Național 11B of Nationale weg 11B) is een weg in Roemenië. Hij loopt van Târgu Secuiesc naar Cozmeni. De weg is 40 kilometer lang. 